# Psykisk störning
Psykiska störningar (även psykiska sjukdomar, förr mentalsjukdomar) är ohälsa i psyket, det vill säga i personligheten, emotionerna eller kognitionen, vilka primärt har psykiska orsaker. WHO:s diagnosmanual ICD definierar psykiska sjukdomar och syndrom samt beteendestörningar (F00-F99) som störningar i den psykologiska utvecklingen. Psykiska symtom kan också uppträda till följd av missbruk eller andra kroppsliga sjukdomar. Den allvarligaste graden av psykisk störning, oavsett sjukdom eller orsak, är psykos, där jaget och kognitionen brutit samman; allvarlig psykisk störning innefattar typiskt psykotiska tillstånd.
Begrepp för psykisk störning finns i alla kulturer, och betecknar som regel att någon avviker från vad som anses vara normalt. I FN:s regi arbetar WHO för att förbättra den psykiska hälsan globalt, och därför har deras diagnosmanual ICD-10 en särskild avdelning för psykiska störningar. Med störning menar ICD förekomst av kliniskt igenkänningsbara grupper av symtom eller beteenden som i de flesta fall är förknippade med distress och som inverkar på funktioner i personligheten.
En psykisk störning innebär att en människa mår så dåligt inombords att det orsakar ett signifikant lidande för personen själv, psykiskt, socialt eller ekonomiskt. Störningen klassificeras av ICD-10 utifrån personen själv, huruvida denne uppfattar det som ett lidande, samt hur själv- eller verklighetsuppfattningen förhåller sig till verkligheten. De flesta diagnoser i ICD kräver att om lidandet är befogat så ska inte lidandet innefattas i de psykiska störningarna; så klassificeras därför inte till exempel rädsla i en misshandelrelation som ångest, jagsvaghet efter psykisk misshandel som psykisk störning, sorg över en förlorad anhörig som depression, eller problem till följd av livsstil som tecken på psykisk störning (jämför allostas). 
För omgivningen kan en psykisk störning yttra sig på många sätt (vanligen genom att personen beter sig annorlunda), bara märkas ibland (till exempel vid berusning) eller inte märkas alls beroende på arten av lidande och på personens bemästringsförmåga. En del psykiska störningar är av den arten att de alltid är socialt handikappande, påtagliga i beteende eller tal, eller nedsätter funktioner i personligheten. Dock behöver inte sociala funktionsnedsättningar vara psykiska störningar. Utbrändhet, högriskbeteenden ifråga om spel eller sex, tendens till konflikter eller accentuerade personlighetsdrag och dylikt kan visserligen vara orsaker till att personer har problem med livssituationen, men är inte psykiska störningar eftersom orsaken inte är en dysfunktionell personlighet.
Självmord är ofta uppkommande vad gäller psykisk ohälsa. Bakom självmord ligger ofta komplexa faktorer som livsvillkor och tillfälligheter. I vissa fall är det enbart dessa faktorer, och inte nödvändigtvis de psykiatriska tillstånden, som är de bidragande orsakerna till självmord.

## Psykisk ohälsa hos unga
En rapport från Socialstyrelsen från 2017 visar på att den psykiska ohälsan hos unga vuxna (18-24 år) har ökat med 70% från 2006-2016 och förväntas inte minskas. År 2022 hittas den största andelen som drabbats av psykisk ohälsa bland flickor och kvinnor, främst hos tonåringar och unga vuxna. Det fanns inga självklara orsaker till den stora ökningen men det kan ha påverkats av en ökande medvetenhet vad häller psykisk ohälsa. Resultatet blir att fler kan identifiera och våga berätta om sina bekymmer. Andra orsaker handlar om de ungas livsvillkor. Inom den aspekten ingår de miljöer dessa personer befinner sig i och inträdet i arbets- och vuxenlivet.

## Begreppsutredning
Begrepp för ohälsa i psyket har förändrats under tid och det finns flera divergerande synsätt på fenomenet. I direkt anslutning till detta finns också flera benämningar på sådan ohälsa. I äldre utgåvor av ICD talades om "vansinne", vilket ersattes av "störning" och "psykos" med ICD-7 (1955). Från 1975 infördes beteckningen "mentalsjukdom". I den engelska originalversionen av WHO:s ICD-10 (1990), har ordet "sjukdom" (disease, illness) slopats till förmån för "störning" (disorder). Huruvida störningen bör betraktas som en funktionsnedsättning eller handikapp regleras av WHO:s International classification of impairments, disabilities and handicaps från 1980. Socialstyrelsen står för den officiella översättningen av ICD, och har behållit begreppet 'sjukdom' samt ibland översatt disorder med "syndrom".

### Ohälsa som motsats till välbefinnande
'Psykisk ohälsa' brukar definieras som frånvaron av psykiskt välbefinnande, och definieras i termer av anhedoni eller funktionsbortfall. Därmed ställs hälsa och ohälsa som två dikotomier mot varandra, ett förhållningssätt som blivit allt mera ifrågasatt; en som saknar psykiskt välbefinnande är inte nödvändigtvis psykiskt sjuk.
U.S. Public Health Service definierade 'psykisk hälsa' 1999 som ett tillstånd av framgångsrik användning av psykiska funktioner, vilket leder till produktiva aktiviteter, givande mellanmänskliga relationer, samt förmågan att anpassa sig till förändringar och hantera motgångar. Den definitionen utgår från DSM:s begrepp för psykisk hälsa respektive ohälsa.
I anslutning till den definitionen av psykisk störning, har den amerikanska forskaren Corey L. M. Keyes uppställt tretton symtom på psykisk hälsa. De första två symtomen kallar han 'hedoni' och de övriga 'positiv funktionalitet'.
1. Positiv affekt - vid gott humör, lugn och full av liv.
2. Upplevd lycka och nöjdhet - känner sig nöjd och tillfreds med livet.
3. Självacceptans - har en positiv bild av sig själv, sitt förflutna och accepterar olika aspekter av självet.
4. Social acceptans - har en positiv bild av andra samtidigt som personen accepterar olikheter och människors komplexitiet.
5. Personlighetsutveckling - visar insikt i sin potential och utveckling och öppenhet inför utmaningar.
6. Social aktualisation - anser att människor och samhället kan utvecklas positivt och växa.
7. Mening med livet - har målsättningar som ger livet en mening.
8. Social kontribution - anser sig ha något att tillföra samhället, och att vad man gör är av värde för andra.
9. Behärskning av omgivningen - klarar av att behärska komplicerade miljöer och kan välja miljö som passar sina behov.
10. Social koherens - intresserad av samhället eller omgivningen, och anser att samhället är meningsfullt och begripligt.
11. Autonomi - är självgående med av samhället accepterade eller konventionella uppfattningar, och kan stå emot oönskat grupptryck.
12. Goda mellanmänskliga relationer - har varma, tillitsfulla och tillfredsställande relationer, och har förmåga till initimitet och empati.
13. Social integration - har en känsla av att vara en del av samhället, och att samhället är ett stöd.

Ett liv innehåller psykiskt lidande och smärta, och att reagera på negativa erfarenheter psykiskt är normalt. Gränsen mellan sådant normalt lidande och psykisk ohälsa är diffus, men brukar erkännas som signifikant för när ett psykiskt tillstånd har övergått från att vara normalt till att ha blivit patologiskt och därför behöver vård. Ett vanligt kriterium på skillnaden, är att tillståndet är patologiskt när lidandet självt innebär ett lidande.

### Sjukdom kontra störning
Att benämna ett psykiskt tillstånd "sjukdom", innebär enligt Jan-Otto Ottoson och Hans Ottosson att härleda tillståndet till organiska tillstånd, till exempel i kroppskonstitution, genetiska anlag, hjärnan eller endokrina systemet. Det psykiska tillståndet och dess behandling faller på psykiatrins bord, eftersom det därmed enligt Ottosson och Ottosson betraktas medicinskt. Många psykiska symtom kan förstås och förklaras utifrån sådana organiska tillstånd, dock inte alla. De förändringar som inte kan förklaras organiskt, kan som regel förklaras psykosocialt eller utifrån den drabbades personlighet. Att de senare symtomen inte kan förklaras organiskt, innebär inte enligt Ottosson och Ottosson att en organisk förklaring saknas - de menar snarare att den kan ännu vara okänd. I stället för att konstruera en dikotomi mellan psykiska tillstånd efter organisk genes, psykogenes och endogenes, anser Ottosson och Ottosson att patologiska psykiska tillstånd kollektivt bör kallas "störningar", eftersom de menar att den beteckningen innefattar både rena medicinska sjukdomstillstånd och psykosocialt betingade tillstånd.

### DSM-5 och psykobiologisk dysfunktion
Med anledning av revideringen av DSM har utkast inför DSM-5 antagits, där definitionen av psykisk störning (mental disorder) utgår från att dessa orsakas av psykobiologiska dysfunktioner som yttrar sig i ett beteendemässigt eller psykologiskt syndrom eller mönster, samt att detta orsakar betydande lidande för personen eller en funktionsnedsättning. DSM-5 använder uttrycket "psykobiologisk funktion" för att betona sambandet mellan biologi och beteende och psyke. Till psykisk störning förs därför inte ett förväntat lidande som kommer av vanliga livserfarenheter, och heller inte lidande som beror på att personen är på kant med samhället eller har ett avvikande beteende.
DSM-5 ställer också kravet att den psykiska diagnosen ska prövas mot hur personen svarar på behandling och mot andra sätt att säkerställa att rätt bedömning gjorts, samt att diagnos bara bör ställas om det underlättar förståelsen och behandlingen. Diagnoser ska inte ses som absoluta eller klart avgränsade begrepp, eller som fullständiga beskrivningar över alla tänkbara tillstånd.

## P-faktorn
Genom faktoranalys har Caspi et al. kommit fram till att psykopatologiska symtom bäst kan förklaras av en dimension - mer eller mindre psykisk ohälsa. Detta skiljer sig från antaganden som gör det möjligt att dela in psykiska störningar i olika diagnoser. Högre p-faktor är associerat till högre livsnedsättning, värre utvecklingshistoria och mer utsatt hjärnfunktion tidigare i livet. P-faktorn förklarar varför det är så svårt att hitta orsaker, biomarkörer och behandlingar med specificitet till enskilda psykiska störningar.

## Orsaker och bot

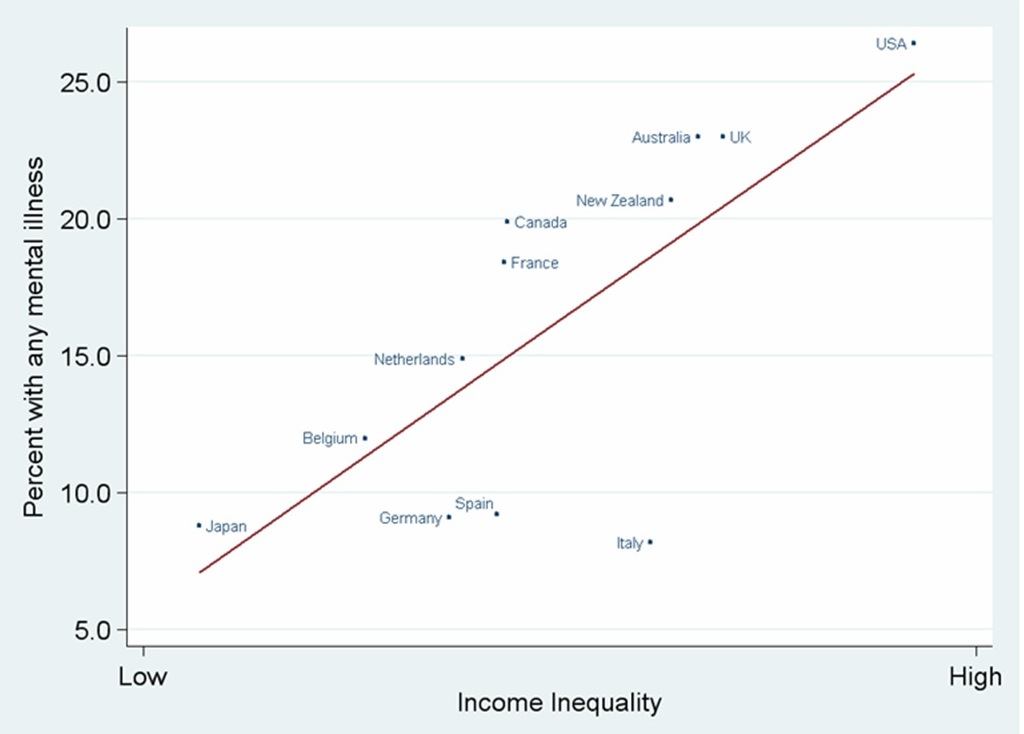

Psykiska störningar, som inte beror på missbruk eller kroppslig sjukdom, brukar ofta förklaras som uppstå i samspelet mellan personen och dess omgivning. Exkludering från sin grupp, isolering, kärlekslösa familjerelationer, och stress är faktorer som ofta ligger bakom psykisk ohälsa. Ofta finns en ärftlig predisposition, att somliga är mer sårbara än andra. Psykisk ohälsa brukar förklaras med stress - sårbarhetsmodellen, som tar fasta på både medfödda och förvärvade sårbarheter som orsak till utbrott av störningar.
Det finns ett samband mellan psykisk ohälsa och fattigdom, något som har förklarats olika av olika forskare. Antingen har ohälsan förklarats orsaka fattigdom, eller så har fattigdomen setts som en etiologi till ohälsan. En brittisk studie har visat att människor med ekonomiska skulder ofta har psykisk ohälsa. Under årtionden har studier gjorts angående förhållandet mellan kroppsvikt (BMI) och psykisk ohälsa. För de flesta psykiska störningarna finns ett samband med övervikt och fetma (affektiva störningar, drogmissbruk, ångeststörningar, personlighetsstörningar). Diagnoser som generaliserat ångestsyndrom och vissa fobier förekommer lika ofta i alla viktkategorier. Undervikt hänger samman med ett fåtal fobier och maniska episoder, och har negativt samband med flera ångeststörningar och personlighetsstörningar. Omedicinerade personer med schizofreni eller schizofrenilikkande sjukdomar har dock inte annorlunda BMI än befolkningen i övrigt.
Medicinering av psykiska störningar utgår från hur störningarna yttrar sig i hjärnan, där till exempel antipsykotisk medicin blockerar dopamin, antidepressiv medicin ökar serotonin, och lugnande medicin kan innehålla ämnen som påminner om opioidpeptider eller påverkar GABA. 
Vid behandling av psykiska störningar ingår ofta psykoterapi. Varianterna innefattar bl.a.  psykoanalys, som försöker härleda störningarna till trauman och därefter finna metoder att befria personen från traumat, samt kognitiv beteendeterapi, som i stället försöker förändra beteendet på den sjuke. Det finns flera andra terapier, som chockterapi och desensibilisering.

## Juridiskt ramverk
Termen "psykisk störning" infördes i och med nuvarande tvångslagstiftning, Lag om psykiatrisk tvångsvård (LPT) 1991/92. Psykiska störningar inom specialiteten psykiatri avser personlighetsstörningar som skiljs från psykiska sjukdomstillstånd. Intresseföreningarna RSMH och Schizofreniförbundet förespråkar dock termen psykisk funktionsnedsättning som de uppfattar som mindre stigmatiserande. Denna term användes bland annat i samband med Psykiatrireformen och i den svenska lagstiftningen, se LSS.
Vid brott skiljs psykiska störningar från psykiska störningar i juridisk bemärkelse, allvarlig psykisk störning. För att en brottsling ska vara psykiskt sjuk i juridisk bemärkelse måste en psykos eller liknande vara så allvarlig att personen inte kan anses ha rättshandlingsförmåga.

## Typer av psykiska störningar
De psykiska sjukdomarna och störningarna klassificeras och avgränsas i vedertagna diagnossystem som DSM-IV (Diagnostic Statistical Manual of Mental Disorders, Fourth Revision) och ICD-10 (International Classification of Diseases and Related Health problems, Tenth Revision). ICD-10 ersatte 1990 föregångaren ICD 9 som användes från 1975. ICD utges av WHO och är avsedd som internationell basklassifikation för allmänt medicinskt-statistiskt bruk. I länder utanför USA används ofta DSM vid det diagnostiska arbetet, men den internationella diagnosmanualen ICD-10 är den som officiellt används. I till exempel Sverige får inte DSM användas för diagnos, utan psykiska störningar ska enligt beslut från Socialstyrelsen anges enligt ICD-10. 
Psykiska symtom kan yttra sig kognitivt, neurologiskt och beteendemässigt (se vidare neurologiska manifestationer, kognitiva symtom och beteendesymtom). Psykiatriska manualer som ICD-10 och DSM-IV sammanställer grupper av sådana symtom till psykiatriska diagnoser. Det förekommer kulturspecifika psykiska störningar, vilka förmodas bero på kulturspecifika förutsättningar. Sådana brukar dock diagnosticeras enligt vedertagna, internationella standarder.

### Funktionella, organiska och drogutlösta störningar
Huvudartiklar: Organiska psykiska störningar och Drogutlösta psykiska störningar
Med psykisk störning förstås i första hand störningar som har sin grund i psyket. Psykiska störningar kan dock uppkomma till följd av droger eller fysiska sjukdomar. Beroende på huvudorsak, kan den psykiska störningen ses som primär, vilket kallas funktionell, eller som ett symtom på droger eller sjukdomar. Psykisk ohälsa förklaras med stress - sårbarhetsmodellen, vilket innebär att psykiska symtom kan ha flera orsaker (vara multifaktorella).
I ICD-10 klassificeras organiska psykiska störningar i F00-F09. För att klassificeras som en organisk psykisk störning, krävs att personen är diagnosticerad med en kroppslig sjukdom som man vet påverkar psyket. Dit hör endokrina sjukdomar, hjärnskador, åldersbetingad neurodegenation samt vissa infektionssjukdomar (till exempel hiv). Organiska psykiska störningar innefattar sådana där framför allt minnet är påverkat (demens), som ger vanföreställningar (delirium), psykoser (organiska psykoser), affektiva störningar och personlighetsförändringar (organisk personlighetsstörning). Neurodegeneration ger ofta demens, vilket sällan kräver någon större utredning för att konstatera. Andra organiska psykiska störningar kan dock vara svåra att skilja från funktionella utan blod- eller urinprov eller undersökning av hjärnan. Praktiskt taget alla psykiska störningar kan bero på organiska sjukdomar, och finns i ICD-10:s FO6 (vanföreställningssyndrom, schizofreni, bipolär sjukdom, ångeststörningar, depressioner, personlighetsstörningar, dissociativa störningar etc).
Vissa normala kroppsliga förändringar kan också ge psykiska symtom. Premenstruellt syndrom och premenstruell dysforisk störning är tämligen vanliga psykiska besvär. Vid förlossning kan kvinnor drabbas av postpartumdepression och postpartumpsykos.
Drogutlösta psykiska störningar klassificeras särskilt i ICD-10 under F10-F19. Dit hör substansmissbruk, oönskad psykisk påverkan efter alkohol, narkotika, tobak och koffein, liksom beroende av sådana psykoaktiva substanser. Akut drogförgiftning ger ofta psykisk påverkan, liksom långvarigt missbruk, avvänjning efter ett drogberoende, med mera. Drogutlösta psykiska störningar kan ofta uppkomma i kombination med en smärre sjukdom eller en psykisk svaghet (dubbeldiagnos).

### Faser av sjukdomarna
Innan en psykisk störning bryter ut drabbas personen som regel av en fas av prodrom, vilket vid psykoser kallas prepsykos. Första tiden under sjukdomen kallas akut fas. Om störningen blir bestående kan personen vänja sig vid sina symtom, men under den akuta fasen, vid första insjuknandet, förekommer ofta ångest för de nya symtomen.
Störningens sjukdomsförlopp kan ofta antyda vad störningen har för orsak, om den är funktionell, drogutlöst eller beror på en fysisk sjukdom eller skada.
Kroniska psykiska störningar kan uppträda på olika sätt. En del störningar påverkar personen ständigt, i varierande grad. Andra störningar, i synnerhet bipolär sjukdom, uppkommer i skov. Störningar som botats kan återkomma, vilket kallas recidiv. En tillfällig förbättring vid kroniska sjukdomar, remission, kan vara fullständig eller ofullständig när vissa symtom kvarstår.

### Typer av diagnoser
Standardiserade diagnosmanualer som ICD, brukar gruppera störningar först och främst efter vad i psyket som är mest påverkat av ohälsan. Vid affektiva störningar är det framför allt känslorna och stämningsläget som är påverkade. Tillståndet kan vara konstant som vid depressioner eller förändras i cykler, som vid bipolär sjukdom. Medvetandet och perceptionen är ur funktion vid dissociativa störningar, dock utan att nödvändigtvis fullständigt ha brutit samman som vid psykos. I gruppen somatoforma störningar är självuppfattningen, och i synnerhet kroppsuppfattningen störd, något som också antas orsaka ätstörningar.
En personlighetsstörning kan ses som en psykologisk störning av utvecklingen där ogynnsamma miljöfaktorer, ofta i hemmet, haft betydelse för störningens uppkomst. Enligt nedanstående klassifikationssystem får personer under 18 års ålder inte erhålla personlighetsstörningsdiagnos. Personlighetsstörningarna är ofta livslånga, liksom många psykossjukdomar är. 
Till psykiska störningar hör också mer eller mindre tillfälliga störningar, såsom sömnproblem. Kvarstående men efter trauman kännetecknar diagnoser som fobier, posttraumatiskt stressyndrom och ångeststörningar, med kvarvarande, obefogad rädsla och förhöjd vaksamhet. Ångest är också en viktig komponent i tvångssyndrom. Tvångssyndrom kännetecknas av tvångsmässigt beteende, vilket också kännetecknar impulskontrollstörningar som kleptomani och spelberoende. Vid de senare fallen sammanhänger handlingarna dock med lyckokänslor, "kickar".
Diagnoser som utvecklas i ung ålder brukar skiljas från de som utvecklas i vuxen ålder, eftersom förutsättningarna är annorlunda. Till denna grupp hör psykisk utvecklingsstörning, autismspektrumtillstånd samt ADHD.

## Klassifikation av psykiska störningar
| DSM-IV                                                                   | ICD-10                                                                |
| ------------------------------------------------------------------------ | --------------------------------------------------------------------- |
| Kognitiva                                                                | Organiska psykiska störningar                                         |
| Drogrelaterade                                                           | Drogutlösta psykiska störningar                                       |
| Schizofreni, andra psykotiska störningar, katatoni                       | Schizofreni, vanföreställningssyndrom                                 |
| Affektiva                                                                | Affektiva störningar                                                  |
| Ångest, somatoforma, dissociativa, anpassningsstörningar                 | Neurotiska, stressrelaterade, somatoforma störningar                  |
| Sexuella störningar, ätstörningar, sömnstörningar                        | Beteenderubbningar med fysiologiska störningar och somatiska faktorer |
| Personlighetsstörningar, impulsstörningar, sexuella avvikelser, patomimi | Personlighets- och beteendestörningar                                 |
| Störningar som vanligen diagnostiseras hos barn och ungdomar             | Mental retardation, störningar i psykologisk utveckling               |

Källa: Nationalencyklopedin